# Maja Nikolić
Marija Nikolić, detta Maja (in serbo Маја Николић?; Niš, 11 aprile 1976), è una cantante serba.

## Discografia
- 1995 – Sad me pronadji
- 1998 – Uzmi me
- 2000 – Iz inata
- 2006 – Za moju dusu
- 2010 – Crveno